# Nanhermannia grandjeani
Nanhermannia grandjeani är en kvalsterart som beskrevs av Lee 1985. Nanhermannia grandjeani ingår i släktet Nanhermannia och familjen Nanhermanniidae. Inga underarter finns listade i Catalogue of Life.